# Benjamin Becker
Benjamin Becker (Merzig, 16 de junio de 1981) es un exjugador de tenis alemán.

## Carrera
Comenzó a jugar al tenis a los siete años. Apodado " Benni " su padre, Jorg, trabaja en una oficina de impuestos, la madre, Ulrike, trabaja en una tienda al por menor, y tiene una hermana más joven, llamada Kathrin. Aunque de apellidos idénticos, no tiene relación con el ex n.º 1 y el ganador de seis títulos de Grand Slam Boris Becker. Su superficie favorita son las pistas duras y considera su saque y el golpe de derecha como las partes más importantes de su juego. Votado deportista del año en noviembre de 2006 , en su provincia natal de Saarland en Alemania por un 38 por ciento de los espectadores locales del canal de televisión local.
Ha ganado hasta el momento 10 títulos en su carrera, uno de ellos en la categoría ATP World Tour y los restantes en la ATP Challenger Series. Todos ellos fueron en la modalidad de dobles.
En el año 2009, obtuvo su único título ATP hasta el momento. Fue en el mes de junio, en el Torneo de 's-Hertogenbosch disputado en los Países Bajos, en superficie de hierba. Derrotó en la final al local Raemon Sluiter por 7:5, 6:3.

### Copa Davis
Desde el año 2007 es integrante del Equipo de Copa Davis de Alemania. Ha disputado hasta el momento cinco encuentros (4 en individuales y el restante en dobles) y los ha perdido todos. Debutó en la Copa Davis 2007 ante Croacia. Cayó derrotado en los dos encuentros que disputó ante Marin Čilić e Ivan Ljubičić. En el año 2010 vuelve a disputar dos encuentros ante Francia siendo superado por Jo Wilfried Tsonga y Julien Benneteau. Finalmente en el 2012, participa en un encuentro de dobles junto a Philipp Petzschner siendo derrotados por los australianos Chris Guccione y Lleyton Hewitt.

## Títulos ATP (1; 1+0)

### Individuales (1)
| Leyenda                  |
| Grand Slam (0)           |
| ATP World Tour Final (0) |
| ATP Masters 1000 (0)     |
| ATP World Tour 500 (0)   |
| ATP World Tour 250 (1)   |

| N.º | Fecha               | Torneo           | Superficie | Oponente en la final | Resultado |
| --- | ------------------- | ---------------- | ---------- | -------------------- | --------- |
| 1.  | 20 de junio de 2009 | 's-Hertogenbosch | Hierba     | Raemon Sluiter       | 7-5, 6-3  |

#### Finalista (2)
| No. | Fecha                    | Torneo           | Superficie | Oponente en la final | Resultado        |
| 1.  | 30 de septiembre de 2007 | Bangkok          | Dura (i)   | Dmitry Tursunov      | 2-6, 1-6         |
| 2.  | 21 de junio de 2014      | 's-Hertogenbosch | Hierba     | Roberto Bautista     | 6-2, 6-7(2), 4-6 |

### Dobles (0)
| Leyenda                  |
| Grand Slam (0)           |
| ATP World Tour Final (0) |
| ATP Masters 1000 (0)     |
| ATP World Tour 500 (0)   |
| ATP World Tour 250 (0)   |

#### Finalista (2)
| No. | Fecha                 | Torneo      | Superficie | Pareja         | Oponentes en la final  | Resultado   |
| 1.  | 2 de agosto de 2009   | Los Ángeles | Dura       | Frank Moser    | Bob Bryan Mike Bryan   | 4-6, 6-7(2) |
| 2.  | 14 de febrero de 2010 | San José    | Dura (i)   | Leonardo Mayer | Mardy Fish Sam Querrey | 6-7(3), 5-7 |

## Actuación en TorneosGrand Slam

### Clasificación en torneos del Grand Slam (individuales)
| Torneo               | 2006 | 2007 | 2008 | 2009 | 2010 | 2011 | 2012 | 2013 | 2014 | 2015 | 2016 | 2017 | G-P  |
| -------------------- | ---- | ---- | ---- | ---- | ---- | ---- | ---- | ---- | ---- | ---- | ---- | ---- | ---- |
| Abierto de Australia | -    | 1R   | 1R   | -    | 2R   | 2R   | 1R   | 2R   | 1R   | 3R   | 1R   | -    | 5-9  |
| Roland Garros        | -    | 1R   | 1R   | -    | 1R   | -    | 1R   | 1R   | 1R   | 3R   | 1R   | -    | 2-7  |
| Wimbledon            | 2R   | 1R   | 2R   | 2R   | 2R   | -    | 1R   | 2R   | 2R   | 1R   | 2R   | -    | 7-10 |
| US Open              | 4R   | 1R   | -    | 1R   | 2R   | -    | 1R   | 2R   | 1R   | 1R   | 1R   | -    | 5-9  |

### Clasificación en torneos del Grand Slam (dobles)
| Torneo               | 2007 | 2008 | 2009 | 2010 | 2011 | 2012 | 2013 | 2014 | 2015 | 2016 | 2017 | G-P |
| -------------------- | ---- | ---- | ---- | ---- | ---- | ---- | ---- | ---- | ---- | ---- | ---- | --- |
| Abierto de Australia | 1R   | -    | -    | 1R   | 3R   | -    | 1R   | 1R   | 3R   | 2R   | -    | 5-7 |
| Roland Garros        | 1R   | -    | -    | 2R   | -    | 2R   | 1R   | 1R   | 1R   | -    | -    | 2-6 |
| Wimbledon            | 3R   | -    | 1R   | 1R   | -    | 2R   | -    | 1R   | 1R   | -    | -    | 3-6 |
| US Open              | 1R   | -    | 1R   | 2R   | -    | 1R   | -    | 2R   | -    | -    | -    | 2-5 |

## ATP Challenger Tour
| N.º | Fecha      | Torneo                    | Superficie | Oponente en la final | Resultado          |
| --- | ---------- | ------------------------- | ---------- | -------------------- | ------------------ |
| 1.  | 13.03.2006 | Challenger de Salinas     | Dura       | Jesse Witten         | 4-6 6-3 6-2        |
| 2.  | 26.01.2009 | Challenger de Heilbronn   | Dura (i)   | Karol Beck           | 6-4 6-4            |
| 3.  | 06.04.2009 | Challenger de Baton Rouge | Dura       | Rajeev Ram           | 6-2 3-6 6-4        |
| 4.  | 27.04.2009 | Challenger de Rodas       | Dura       | Simon Stadler        | 7-5 6-3            |
| 5.  | 18.05.2009 | Challenger de Cremona     | Dura       | Izak van der Merwe   | 7-6(3) 6-1         |
| 6.  | 10.06.2012 | Challenger de Nottingham  | Hierba     | Dmitry Tursunov      | 4–6, 6–1, 6–4      |
| 7.  | 11.11.2012 | Challenger de Ortisei     | Carpeta    | Andreas Seppi        | 6–1, 6–4           |
| 8.  | 14.07.2013 | Challenger de Estambul    | Dura       | Dudi Sela            | 6–1, 2–6, 3–2 ret. |
| 9.  | 03.11.2013 | Challenger de Eckental    | Carpeta    | Ruben Bemelmans      | 2–6, 7–63, 6–4     |